# Milica Stojković
Milica Stojković (Vranje, 24. novembar 1931) bila je Prva Violina Simfonijskog orkestra RTS, i istoistovremeno predstavnik za štampu i propagandu Muzičke produkcije RTS, dobitnik je plakete Jugoslovenske Radio Difuzije i autor knjige „Bila sam svedok Muzička produkcija 1976–1992“ u posebnog izdanja RTS.

## Obrazovanje
Diplomirala je Muzičku Akademiju u klasi profesora violine i kamerne muzike Meri Žeželj i magistrirala kao medjunarodni stipendista Jugoslavije na Konzervatorijumu „Ćiprian Porumbesku“ u Bukureštu.Bila je profesionalni novinar uprkos svome ocu a slikar otkako se rodila. Uporedo sa gimnazijom, Prva Ženska i Četvrta muška u Dušanovoj ulici u Beogradu, bila je i prva generacija čuvene Ulusove škole u Šumatovačkoj ulici kod profesora slikara :Dragoljuba Kažića, Djordja Bošana i Danice Antić predmeta: portret i akt.

## Izložbe
Izlagala je na raznim samostalnim i kolektivnim izložbama : Kolarcu , Šumatovačkoj i Domu omladine - slikara te škole koje su katalogozirane, u Radio Beogradu ali i 3 značajne u Galeriji RTS i to: u „Noćima muzeja“ 2013 i 2015 koju je u toku samo jedne noći videlo 100.000 posetilaca ( Sajt RTSa i Sajt UNSa), ali i mini izložba na Drugoj promociji knjige „Bila sam svedok Muzička produkcija RTS , u Domu štampe na trgu Republike.Na velikoj samostalnoj izložbi u Galeriji i foajeu Opštine Vračar u njenu čast svirao je Miša Blam.
U nesvakidašnjem ambijentu“Gvarneriusa“( izložbu je otvorio pof. Oliver Tomić i violinistkinja Sonja Kalajić).Pored toga autor je ogromnne produkcije autorskih VIDEO filmova, postavljenih ih na njenom autorskom kanalu na youtube, sa velikim odjekom i u javnosti. (300 autorskih spotova za RTS su do danas neprevazidjeni i oni su pored ogromne dokumentacije u Trezoru RTSa)

## Web novinar
U 75. godini u Udruženju novinara Srbije kao prva generacija završila je školu za web novinare koju je vodio dr Ljubiša Bojić. Autor je 2 autorska kanala na you tube sa preko 300 autorskih video zapisa i filmova i oko 15 autorskih sajtova: Muzika, Promenad kultural, Ars, Video artizam, Video journalism, Web artizam, Ars world, WorldPress itd.

## Digital art
Na kompjuteru istraživački obrađuje svoje crteže (Oko 40.ak takvih svezaka sa crtežima poznatih muzičara i njihovim potpisima , spaja ih u razne komozicije.

## Spoljašnje veze
- Sa slave novinara - okom Miličine kamere
- Internet novinar u 77. godini
- Milica Stojković - Bila sam svedok
- O Milici prilog i na Glasu Amerike
- Izložba Milice Stojković u Galeriji Opštine Vračar
- Portret Milice Stojković u emisiji Trezor na RTS-u
- Milica Stojković poklonila UNS-u karikaturu Dese Glišić
- - Коментар Павла Медаковића Muzičari i muze - samostalna izložba Milice Stojković
- Milica Stojković u UNS-u proslavila 85. rođendan
- Slike Milice Stojković od četvrtka u Gvarnerijusu